# デイヴィッド・オーウェン
オーウェン男爵デイヴィッド・アンソニー・ルウェリン・オーウェン（David Anthony Llewellyn Owen, Baron Owen, CH PC FRCP, 1938年7月2日 - ）は、イギリスの貴族、政治家。元イギリス外務・英連邦大臣。
著作家としてボスニア・ヘルツェゴビナ紛争、ユーゴスラビア紛争における重要な記述を残している。

## 略歴
1938年7月2日にデヴォンのプリンプトンに誕生する。ケンブリッジ大学で医学を学び、1966年に庶民院議員となり、1977年、内出血により急死したアンソニー・クロスランド(英語版)の後任として外務・英連邦大臣に就任する。38歳での外相就任はアンソニー・イーデンに並び歴代最年少で、この記録は現在も破られていない。
1979年イギリス総選挙でマーガレット・サッチャー率いる保守党に敗れ、オーウェンは外務・英連邦大臣を失職。
1981年に社会民主党の結党に参加し、その2年後に党首となる。オーウェンが1981年に労働党を去った理由は、総選挙で敗北した後に党が極左によって動かされ、労働党が反EEC/EU、反核兵器、大規模な国営化を推進したからだという。
マーガレット・サッチャーはオーウェンを、英国政治における（サッチャーの）知的同類と認めていた。
1988年に社会民主党は自由党と合併し、社会自由民主党 (SLD) となるが、オーウェンはSLDには参加しなかった。オーウェンは、もし1987年にSDPが平静を保ち自由党との合併をしなかったら、イギリスの政治を変えていただろうと信じている。
1992年に貴族院議員となる。

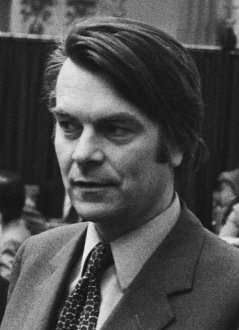
1980年4月撮影

2022年ロシアのウクライナ侵攻において、オーウェンは毎日新聞の取材で「プーチンは完全に制御不能で、政治勢力であれ軍であれ、誰も彼を止める事は出来ない」「プーチンがウクライナで成功したら、バルト三国に対して同じ事をするのは間違いない」として、現状を危惧するコメントを残した。

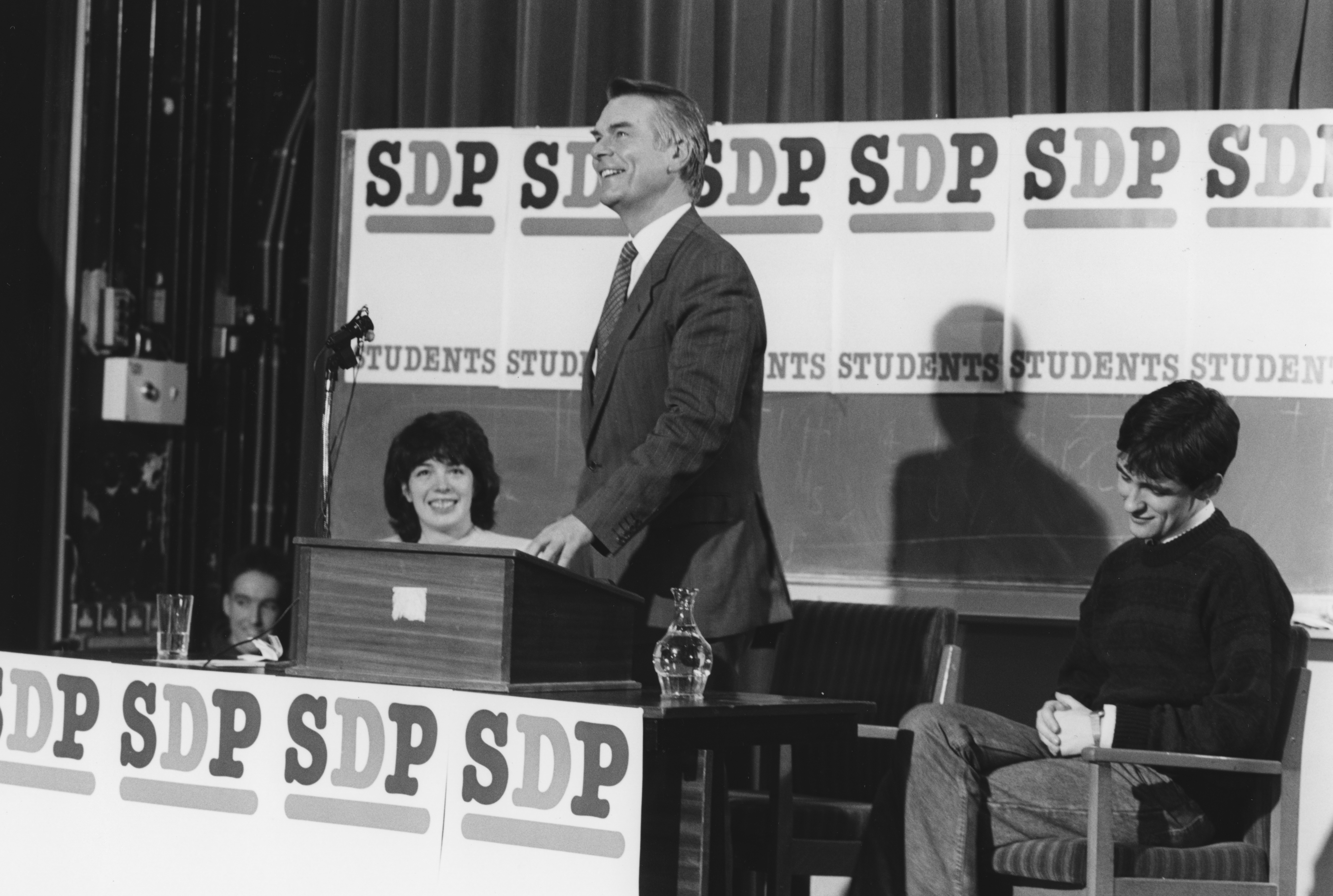
党大会で演説を行うオーウェン(1981年)